# Mouse Guard
Mouse Guard är en amerikansk serietidning som belönats med Eisnerpriset. Den ges ut med ett nummer varannan månad av Archaia Studios Press. Serien är påhittad och illustrerad av David Petersen. Själva serietidningen skiljer sig från andra på grund av dess annorlunda kvadratiska storlek (20 x 20 cm) till skillnad från det vanliga serieformatet (16 x 25 cm).
Serie ett har getts ut i en samlingsvolym med namnet Mouse Guard: Fall 1152 (ISBN 1-932386-57-2). Serie två påbörjades i juli 2007 under namnet Winter 1152. Petersen har även planer för andra Mouse Guard-serier. En kommer att handla om Celanawes bakgrundshistoria medan en annan kommer handla om vinterkriget 1149. I en intervju berättade även Petersen att han planerar en serie om Kenzies och Saxons tidiga dagar i vakten.

## Utmärkelser
- "Best Publication for Kids", Eisnerpriset 2008, för Mouse Guard: Fall 1152 och Mouse Guard: Winter 1152[3][1]
- "Best Graphic Album—Reprint", Eisnerpriset 2008, för Mouse Guard: Fall 1152[3][1]